# Pingasa ecchloraria
Pingasa ecchloraria là một loài bướm đêm trong họ Geometridae.